# Dusty Jonas
Dusty Jonas (* 19. dubna 1986, Floresville) je americký atlet, jehož specializací je skok do výšky.
První úspěch zaznamenal v roce 2005 na Panamerickém juniorském šampionátu v kanadském Windsoru, kde získal zlatou medaili . Reprezentoval na letních olympijských hrách v Pekingu 2008. V kvalifikaci však nezvládl skočit 225 cm a skončil na celkovém 26. místě . V roce 2010 se zúčastnil tzv. Moravské výškařské tour. Na hustopečském skákání i na beskydské laťce shodně skončil na druhém místě, když vždy prohrál jen s ruským výškařem Ivanem Uchovem. V témž roce získal bronzovou medaili na halovém MS v katarském Dauhá, kde překonal 231 cm.